# Clymene
Clymene, monotipski rod crvenih algi u porodici Bangiaceae. Jedina je vrsta morska alga C. coleana, kod Južnog otoka Novog Zelanda

## Sinonimi
- Porphyra coleana W.A.Nelson, bazionim